# Mikuláš Ludvík Zinzendorf
Mikuláš Ludvík hrabě z Zinzendorfu a z Pottendorfu (německy Nikolaus Ludwig (Reichs-)Graf von Zinzendorf und Pottendorf, 26. května 1700, Drážďany – 9. května 1760, Ochranov) byl německý náboženský a sociální reformátor, zakladatel a biskup obnovené jednoty bratrské.

## Mladá léta
Jeho předci pocházeli z Dolních Rakous, byli protestantského vyznání a usadili se blízko Norimberku. Jeho rodiče se hlásili k pietismu. Zinzendorfův otec zemřel šest týdnů po jeho narození. Jeho matka se znovu vdala, když mu bylo šest let, a byl tedy vychováván pod dohledem zbožné a vzdělané babičky Henrietty Cathariny von Gersdorf, která výrazně ovlivnila jeho charakter.
Již jeho první vzdělání bylo silně ovlivněno pietismem, mezi lety 1710-1715 navštěvoval pedagogium Augusta Hermanna Franckeho v Halle. V roce 1716 odešel na univerzitu do Wittenbergu studovat práva a připravit se na diplomatickou kariéru. O tři roky později byl vyslán na kavalírskou cestu do Holandska, Francie a různých částí Německa. Při svém návratu navštívil své příbuzné usazené v Oberbürgu a v Castellu. Během prodlouženého pobytu v Castellu se zamiloval do své sestřenice Theodory, ale její matka sňatku zabránila a Theodora se později stala manželkou hraběte Jindřicha XXIX. Reusse-Ebersdorfa.

## Obrácení kBohu
Zinzendorf považoval toto zklamání za Boží znamení, kterým byl povolán k práci pro Boha. Odmítl Franckeho pozvání, aby zaujal místo po baronovi von Canstein v sirotčinci v Halle, a rozhodl se osamostatnit hospodařením na vlastních statcích. Od své babičky baronky von Gersdorf koupil ves Berthelsdorf a ustavil zde Johanna Andrease Rothea za duchovního správce luterské farnosti a Johana George Heitze za hospodářského správce statku. Oženil se s Erdmuthou Dorotheou, sestrou hraběte Jindřicha X. Reusse-Ebersdorfa, a usiloval založit rodinu. Zároveň se oddal realizaci myšlenky náboženské reformy. Jeho záměrem bylo vnést do praxe pietistické zásady, které znal od svého kmotra Spenera i dalších osobností tohoto hnutí. Nezamýšlel založit novou církev nebo náboženskou organizaci odlišnou od luteránů, ale křesťanské sdružení, které by kázáním a rozšiřováním knih obohatilo poněkud strnulou praxi luteránské ortodoxie. „Skupina čtyř bratří“ (Johann A. Rothe, farář z Berthelsdorfu; Melchior Schäffer, farář ze Zhořelce; Friedrich von Watteville, přítel z dětství; a on sám) začala šířením náboženských knih, navazováním dalších osobních kontaktů a korespondencí podporovat osobní zbožnost a organizovanými poradami kazatelů misijní horlivost v získávání dalších duší pro Krista. Za tím účelem také založili tiskárnu v durynském Ebersdorfu, kde bylo tištěno velké množství knih a levných vydání bible (tzv. Ebersdorfská bible) a taktéž Pravé křesťanství Johanna Arndta přeložené do francouzštiny a určené pro distribuci ve Francii.

## Založení Ochranova

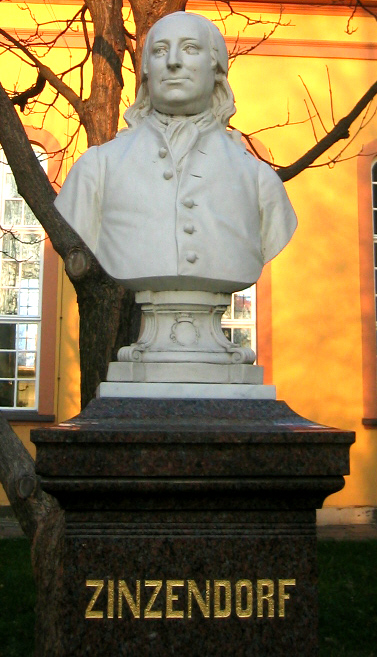
Zinzendorfova bysta v Herrnhutu.

Kritický postoj vůči luteránské ortodoxii vzbudil v Zinzendorfovi sympatie k sílícímu racionalismu, který útočil na dogmata, ale zároveň neohrožoval jeho náboženské přesvědčení, jímž se Zinzendorf snažil navrátit k původním hodnotám učení Ježíše Krista. Vyrovnával se též s postoji hlavního proudu pietistů, jimž se postupně vzdaloval, a neváhal se zabývat myšlenkami, že pravému křesťanství by nejlépe vyhovovalo odloučení církve a státu. Do praxe je mohl převést také díky moravským exulantům, kteří hledali nové útočiště. Zinzendorf totiž nabídl azyl několika skupinám pronásledovaných tajných evangelíků z Moravy a dovolil jim vybudovat si osadu Herrnhut (známou též pod českým názvem Ochranov), která ležela na západních hranicích jeho statku Berthelsdorf. První uprchlíci sem přicházeli mezi lety 1722 až 1732 zejména ze severních regionů Moravy, kde jim hrozilo pronásledování pro víru. Zinzendorf se jim plně věnoval, a když se postupně nová obec rozrostla a život společenství nabral dynamiku, vystavěl si v Herrnhutu zámek a přenesl sem své sídlo. Nechal se inspirovat učením jednoty bratrské, zejména některými spisy Jana Amose Komenského, které se na počátku 18. století tiskly v Halle, a vydal Herrnhutu nový obecní, ale i náboženský řád, v němž prosadil některé prvky disciplíny historické jednoty. Zároveň se nijak nevymezoval vůči luteránské církvi a nová náboženská komunita nadále formálně náležela k augsburskému vyznání. Přesto se zcela nevyhnul podezření, že svými náboženskými reformami vnese do luterské církve nežádoucí zmatky. Život Zinzendorfova společenství byl orientován na pospolitost, ovšem nikoli řeholního charakteru, ale spíše na rovnoprávnost různých skupin náboženské obce. V roce 1727 zavedl obecný řád bohoslužeb. V Berlíně 20. května 1737 byl Zinzendorf biskupy Davidem Nitschmannem a Danielem Arnoštem Jablonským vysvěcen na biskupa. Někteří z ochranovských usedlíků později přesídlili do Českého Rixdorfu v dnešním Berlíně.

## Misionářská činnost a roky úpadku

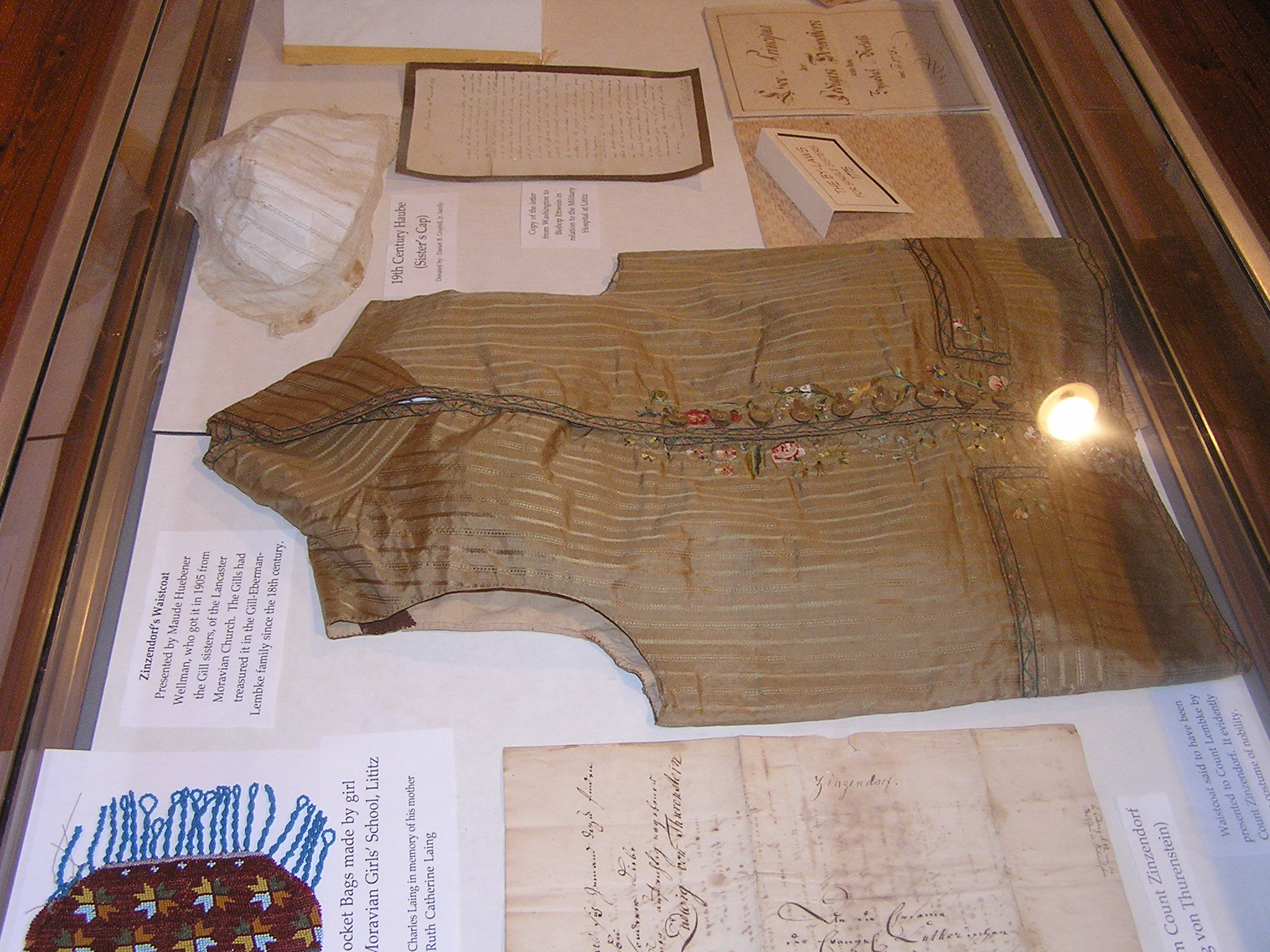
Zinzendorfova vesta v Moravian Archive and Museum v pensylvánském městě Lititz.

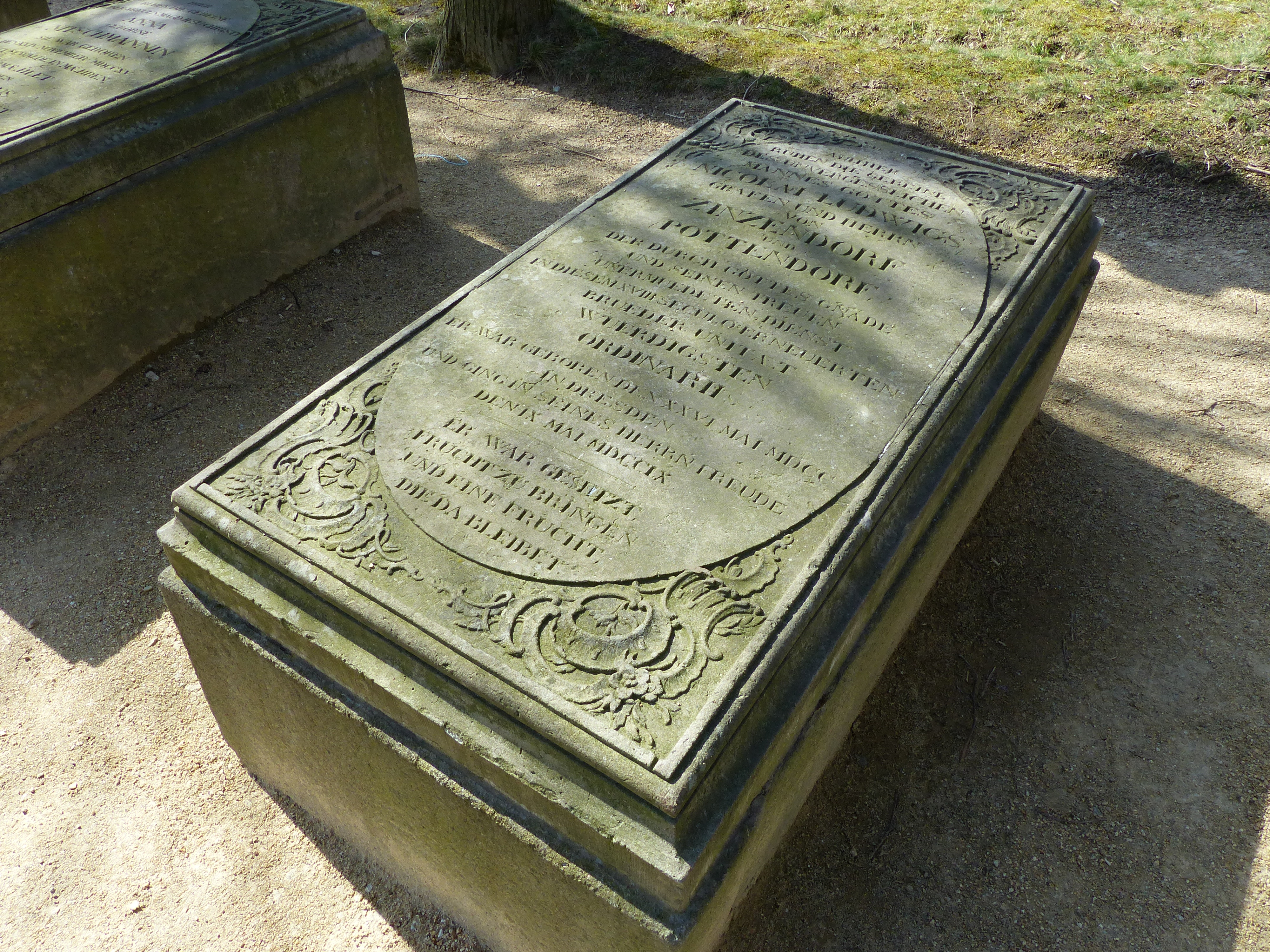
Hrob Mikuláše Ludvíka Zinzendorfa na Božím poli v Herrnhutu.

Zinzendorf měl hluboký zájem o misijní činnost a vyslal své misionáře mezi otroky dánské gubernie v Západní Indii a Inuity v Grónsku. Usnadňovaly to jeho osobní vztahy s dánským královským dvorem a ke králi Kristiánovi VI. S potěšením sledoval šířící se protestantismus v Německu, Dánsku, Rusku a v Anglii. Často cestoval, v letech 1741–1742 navštívil Ameriku a v roce 1750 pobýval delší dobu i v Londýně. Misijní kolonie byly založeny v Západní Indii (1732), v Grónsku (1733), mezi severoamerickými indiány (1735), mezi hotentoty v Genadendalu (1738). Před Zinzendorfovou smrtí ještě bratří vyslali z Ochranova misie do Livonie na severní pobřeží Baltského moře, k otrokům do Severní Karolíny, do Surinamu, k černým otrokům v různých částech Jižní Ameriky, do dánské kolonie Tranquebar a na souostroví Nikobary v Indii, ke Koptům v Egyptě.a na západní pobřeží jižní Afriky. Labradorské misie  k Inuitům se uskutečnily až po Zinzendorfově smrti.
Komunita v Ochranově, ze které byly vypraveny skoro všechny misijní cesty, neměla žádné vlastní peníze a Zinzendorf hradil veškeré náklady ze svého rozpočtu. Jeho časté cesty způsobily, že bylo téměř nemožné, aby se dostatečně staral o své soukromé záležitosti, čas od času byl nucen navýšit své jmění půjčkami a v roce 1750 málem zkrachoval. To vedlo k založení finanční komory mezi bratřími, spravované právníkem Johannem Frederickem Köberem, která si vedla velmi dobře.

V roce 1752 ztratil Zinzendorf jediného syna Christiana Renatuse, který měl být jeho nástupcem, a o čtyři roky později, 17. června 1756, svoji ženu Erdmuthu Dorotheu, která byla jeho tajemnicí a důvěrnicí ve všem, co podnikal. Zinzendorf zůstal vdovcem jeden rok a 27. června 1757 se oženil podruhé, s Annou Caritas Nitschmann (24. listopadu 1715 – 21. května 1760), z přesvědčení, že muž v jeho postavení by měl být ženatý. O tři roky později onemocněl a zemřel (9. května 1760). Jako svého nástupce vybral biskupa Johannese von Watteville, který byl ženatý s jeho nejstarší dcerou Benignou.

## Charakteristika osobnosti
Zinzendorf byl od přírody bystré a čilé mysli a s nadšením neustále něco plánoval a tvořil. Nechával se stejně jako Martin Luther často unášet silnými a nutkavými pocity, snadno též upadal do stavu smutku nebo naopak radosti. Byl horlivým hledačem pravdy a nedovedl pochopit lidi, kteří měli neměnné názory. Byl též výjimečným talentem pro diskuze o náboženských otázkách, zvláště s těmi, kteří měli odlišný názor. Málo lidí projevovalo tak velkou starostlivost o štěstí a pohodlí druhých, zvláště v maličkostech. Šlechtickou výchovou v mládí získal autoritu, o které nebylo sporu. Byl rozeným řečníkem, a přestože jeho oděv byl jednoduchý, z jeho osobního vystupování vyzařovala noblesnost a síla. Jeho projekty byly často nepochopeny, a tak se také stalo, že v roce 1736 byl vypovězen ze Saska, v roce 1749 ale vláda toto rozhodnutí odvolala a požádala jej, aby založil více takových osad, jako byl Herrnhut.

## Dílo
- Hymny. Nejznámější jsou „Ježíši, Tvá krev a spravedlivost“ a „Ježíš, stále pokračuje“. Hymny vydal H. Bauer a G. Burkhardt, Lipsko, 1900.
- Kázání. Výběr jeho kázání byl vydán Gottfriedem Clemensem v 10 svazcích.
- Deník (1716–1719) vydal Gerhard Reichel a Josef Theodor Müller, Ochranov, 1907.